# Ein Elsoda
Ein Elsoda (tiếng Ả Rập: عين السودة) là một ngôi làng Syria nằm ở Jisr al-Shughur Nahiyah ở huyện Jisr al-Shughur, Idlib. Theo Cục Thống kê Trung ương Syria (CBS), Ein Elsoda có dân số 2947 trong cuộc điều tra dân số năm 2004.